# Бохобе
Бохобе (фр. Bohobé) — деревня и супрефектура в Чаде, расположенная на территории региона Среднее Шари. Входит в состав департамента Лак-Иро.

## Географическое положение
Деревня находится в южной части Чада, к югу от реки Саламат, к северо-востоку от реки Шари, на высоте 352 метров над уровнем моря.
Бохобе расположен на расстоянии приблизительно 458 километров к юго-востоку от столицы страны Нджамены.

## Население
По данным официальной переписи 2009 года численность населения Бохобе составляла 24 921 человека (12 379 мужчин и 12 542 женщины). Население супрефектуры по возрастному диапазону распределилось следующим образом: 53 % — жители младше 15 лет, 44 % — между 15 и 59 годами и 3 % — в возрасте 60 лет и старше.

## Транспорт
Ближайший аэропорт расположен в городе Сарх.